# Сипягин, Мартемьян Яковлевич
Мартемьян Яковлевич Сипягин (1737 — 1803) — русский вице-адмирал.

## Биография
Происходит из рода Сипягиных. В 1749 г. поступил в Морскую академию учеником. С 1753 г. — кадет Морского шляхетского корпуса. В 1758 г. произведён в мичманы. В 1755—1768 гг. ежегодно (за исключением 1764 г., когда командовал брандвахтой в Кронштадте) плавал в Балтийском море: участвовал в Кольбергской экспедиции, в переходе из Архангельска в Кронштадт; на фрегате «Св. Сергий» (1765); командуя гальотом — между Кронштадтом и Балтийским портом (1766); командуя пакетботом «Летучий» — в Любек (1768).
В 1769 г. был командирован в Казань для привода леса к Петербургскому адмиралтейству, в октябре — в Вологду за рекрутами. В 1770 г. через Архангельск на новопостроенном корабле «Память Евстафия» вернулся в Кронштадт. В ноябре 1770 г. освидетельствовал работы в Балтийском порту. В 1771 г. на корабле «Память Евстафия» плавал в Балтийском море. В 1772 г. на корабле «Победа» перешёл в Архипелаг, где крейсировал, командуя кораблём «Молния» (с 1774 г.), на нём же в 1775 г. вернулся в Кронштадт, обойдя вокруг Европы. В 1776—1777 гг. командовал кораблём «Ингерманланд», плавал у Красной Горки (1776) в эскадре вице-адмирала Грейга, был презусом при портовых комиссиях Кронштадтского порта (1777).
7 апреля 1777 г. командирован присутствовать в московской адмиралтейской конторе. В 1778 г. произведён в капитаны 1-го ранга, назначен советником казначейской экспедиции. В 1780 г. назначен в присутствие московской адмиралтейской конторы. В 1787 г. произведен в капитаны генерал-майорского ранга с назначением командиром московской конторы. В 1793 г. сравнен со сверстниками в жаловании (1800 р. в год), в 1797 г. произведён в вице-адмиралы.
В 1799 г. уволен от службы.
В 1803 г. построил церковь Покрова в селе Романцево (Буйский уезд Костромской губернии).

### Семья
Отец — Яков Игнатьевич Сипягин, поручик, церковный староста; мать — Анна Ивановна Матвеева.
Жена — Евдокия Фёдоровна Купреянова (1745—1785). Дети:
- Матрёна (1772— 20 марта 1847, похоронена у Богородицкого храма в Коровино), замужем за Василием Слащовым;
- Николай (1785—1828), генерал-лейтенант.